# León Guzmán
Leonardo Francisco Guzmán Montes de Oca, känd under namnet León Guzmán, född 5 november 1821 i Tenango del Valle i delstaten Mexiko, död 3 maj 1884 i Monterrey i Nuevo León, var en mexikansk advokat och politiker. Guzmán var en del av den mexikanska kongressen under den mexikanska konstitutionen år 1857 (Constitución Federal de los Estados Unidos Mexicanos de 1857) under president Ignacio Comonfort. Tio år senare, den 9 februari 1867, tillträde han som guvernör i delstaten Guanajuato. 
Guzmán avled i Monterrey i Nuevo León år 1884 till följd av en lunginflammation.